# Drama (canal de televisão)
Drama é um canal aberto de televisão de origem britânica com foco na transmissão de programas de drama e, em menor grau, comédia. Está disponível no Reino Unido e na Irlanda, como parte da rede de canais UKTV. O canal foi lançado em 8 de julho de 2013, substituindo o canal Blighty. No Freeview, o canal foi colocado no canal 20, anteriormente ocupado pelo Gold. Na Sky, o canal foi inicialmente lançado no canal 291, na seção de entretenimento, e mudou para o canal 166 em 24 de julho após a compra do slot usado pelo PBS America. O canal foi lançado na Virgin Media em 14 de agosto no canal 190. Em setembro de 2014, a UKTV culpou o canal pela queda de 7% nos lucros. Em setembro de 2018, o canal também foi lançado na Virgin Media Ireland.
Um canal timeshift, Drama +1 foi lançado na Sky e Virgin Media em 16 de setembro de 2019 substituindo Travel Channel +1 . Com o término da transmissão do CCXTV, foi adicionado no slot do canal 73 do Freeview em 1 de fevereiro de 2021.

## Programação
O canal é o exibe majoritariamente dramas britânicos dos últimos 40 anos, como Auf Wiedersehen, Pet, The Cinder Path, Cranford, Lark Rise to Candleford, Pride & Prejudice, Sharpe e Tipping the Velvet.